# Fruitadens
Fruitadens is een geslacht van ornithischische dinosauriërs behorend tot de Heterodontosauridae dat tijdens het late Jura leefde in het gebied van het huidige Colorado.

## Fossielen en naamgeving
De typesoort Fruitadens hagaarorum is in 2009 benoemd en beschreven door Richard Butler, Peter Malcom Galton, Laura B. Porro, Luis Maria Chiappe, Donald M. Henderson en Gregory M. Erickson. De geslachtsnaam is afgeleid van Fruita, de vindplaats, en Latijn dens, "tand". De soortaanduiding eert het gezin Haaga, i.c. Paul Haaga Jr., Heather Haaga, Blythe Haaga, Paul Haaga III en Catalina Haaga, wegens hun steun aan het Natural History Museum of Los Angeles County (LACM), dat de opgravingen verrichtte.
In de late jaren zeventig en vroege jaren tachtig werd door een team geleid door George Callison, bij Fruita, in lagen van de Morrisonformatie uit het Tithonien, 150 miljoen jaar geleden, botten gevonden van een kleine plantenetende dinosauriër. Die werden eerst toegeschreven aan Echinodon of althans een nauwe verwant daarvan binnen de "Fabrosauridae", een vermeende groep kleine planteneters. Later werd duidelijk dat de Fabrosauridae geen natuurlijke groep vormen zodat dit begrip verlaten werd. Dit riep de vraag op om welk type materiaal het in feite wel ging en dat leidde tot een hernieuwd onderzoek waarbij de nieuwe soort benoemd werd.
Het holotype is LACM 115747, bestaande uit gedeeltelijke kaken, wat fragmentarische hals-, rug- en staartwervels, delen van de dijbeenderen en scheenbeenderen, en een middenvoetsbeen van een volwassen individu. Drie andere exemplaren zijn toegewezen als paratypen: LACM 115727, wervels en delen van de achterpoten van een tweede bijna volwassen individu met een geschatte leeftijd van vijf jaar; LACM 120478, een opperarmbeen en linkerbeen van een jong dier, twee jaar oud en LACM 128258, wervels en gedeeltelijke kaken van nog een juveniel dier.
In 2012 werd het skelet meer in detail beschreven.

## Beschrijving

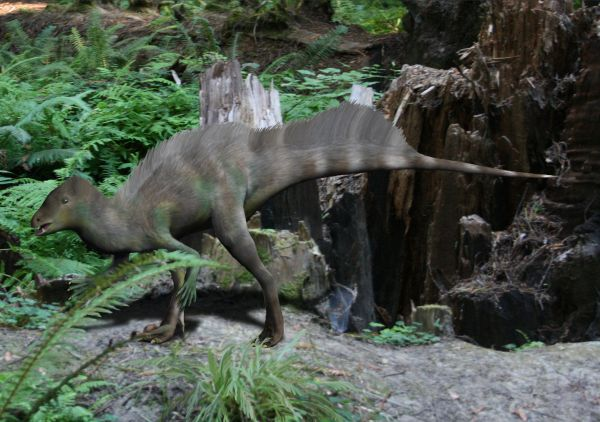
Fruitadens

In 2009 werden enkele onderscheidende kenmerken aangegeven. De meeste daarvan zijn autapomorfieën, unieke afgeleide kenmerken. De premaxillaire tanden zijn klein en ongeveer gelijk in grootte, zowel overdwars en van voor naar achter verbreed boven de wortel. De kartelingen zijn bij de premaxillaire en maxillaire tanden niet beperkt tot het bovenste derde deel van de kroon maar beslaan de bovenste helft. Er staat een slagtand in de onderkaak maar die reikt niet hoger dan de hoogste normale dentaire tand. Vóór de slagtand in de onderkaak bevindt zich een kleine, pinvormige, naar voren hellende ongekartelde tand. Het onderste uiteinde van het scheenbeen heeft een beenplaat aan de voorste binnenzijde. De top van de opgaande tak van het sprongbeen vormt een aparte verbening. De voorkant van de opgaande tak van het sprongbeen wordt doorboord door twee foramina.
Daarnaast zijn er twee kenmerken die niet uniek zijn maar wel een unieke combinatie vormen. Er staat geen slagtand in de bovenkaak. De maxillaire en dentaire tanden zijn laag en driehoekig met email dat aan binnenzijde en buitenzijde even dik is. 
De schedel is kort en gedrongen met diepe onderkaken en een holle bovenkant. De oogkassen zijn vrij groot. De kaken zijn heterodont: ze bevatten twee typen tanden. De meeste tanden werden gebruikt om plantenmateriaal af te scheuren en zijn gemiddeld klein, wat verschillend in grootte en breed; aan de bovenste helft, die een zwakke driehoekige punt vormt, hebben ze kartelranden. In de onderkaak staat echter een iets grotere slagtand, passend in een diasteem, hiaat in de tandenrij van de bovenste kaak. Voor dat hiaat staan nog drie kleine tanden in de voorste bovenkaak, de praemaxilla, met een min of meer driehoekige doorsnede. De bovenkaak heeft geen slagtand. Achter het diasteem staan in de maxilla zeven tanden. Nog voor de slagtand bevindt zich een enkele voorste tand in de onderkaak; deze is erg klein, staat iets schuin naar voren gericht, heeft geen karteling en is kegelvormig. Deze tand is een uniek kenmerk van Fruitadens en komt verder bij geen enkele ornithischiër of heterodontosauride voor. Achter de slagtand staan nog negen tot elf tanden in het dentarium. De tandrijen in de maxilla en het dentarium hebben middenin de hoogste kronen, in het dentarium zelfs even lang als de slagtand; naar beide uiteinden nemen die in grootte af. CAT-scans hebben de aanwezigheid van vervangingstanden dieper in het kaakbeen aangetoond; deze waren nooit eerder voor de heterosaurodontiden bewezen. Als de tanden uitvielen, groeide er dus weer een nieuwe tand voor in de plaats, zoals normaal bij de dinosauriërs. De onderkaken tonen geen aanpassingen voor een vermogen tot kauwen; ze konden niet als geheel zijdelings bewogen worden en evenmin waren de tanddragende delen op zich door een kinesis, onderlinge beweeglijkheid, van de schedeldelen tot een zijwaartse beweging in staat.

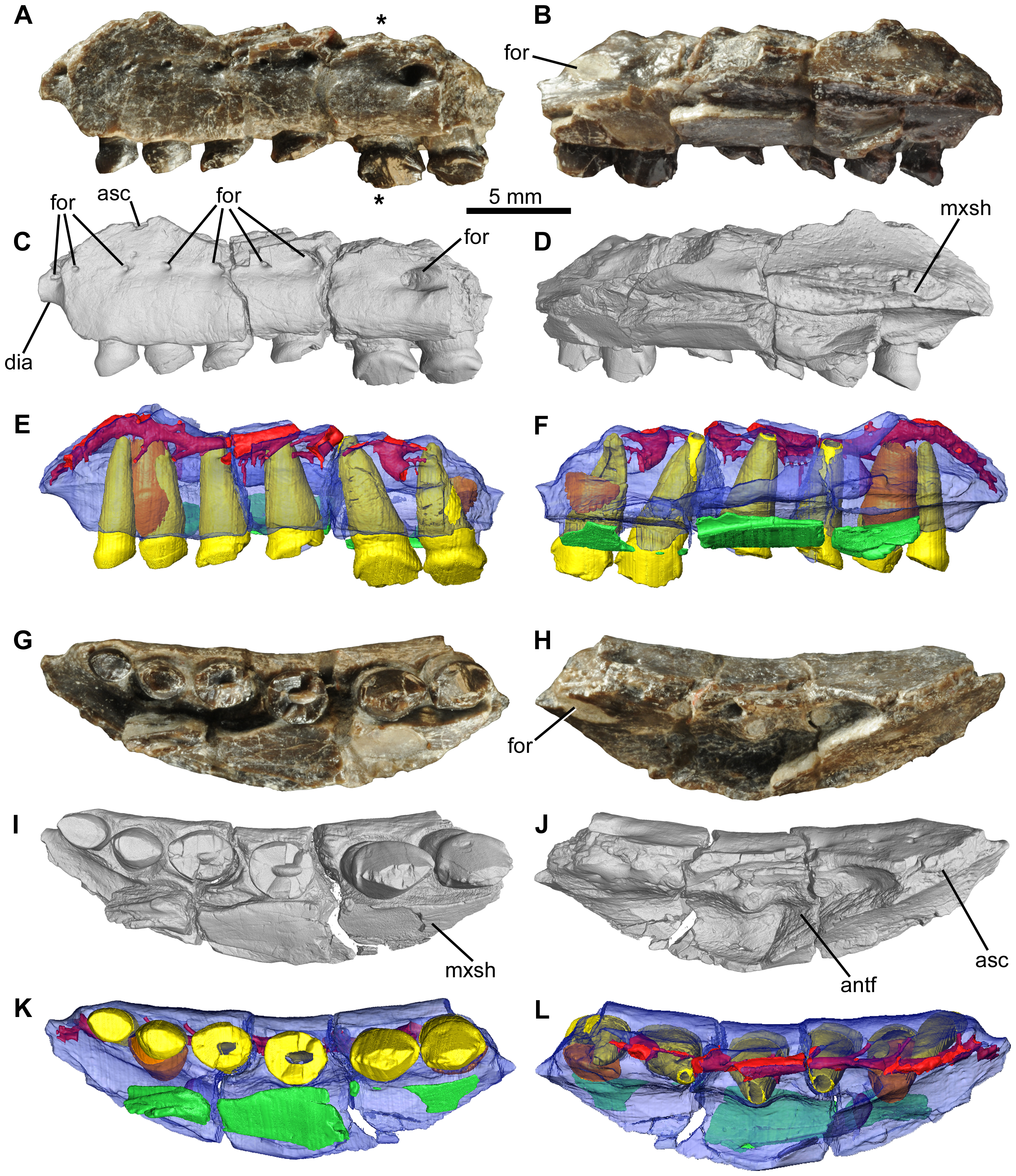
Het linkerbovenkaaksbeen van het holotype

De armen zijn kort en de benen relatief lang. Fruitadens liep vermoedelijk op de achterpoten. Wel zijn de armen tamelijk krachtig gebouwd en voorzien van vijf vingers zodat een vierpotige houding mogelijk bleef. De botten van de achterpoten zijn sterk uitgehold, in een mate die overeenkomt met die van de theropoden. Er zijn zes sacrale wervels. De kop van het dijbeen is sterk naar binnen gedraaid, zodat de achterpoten heel dicht op de middenlijn geplaatst konden worden. De vierde trochanter, het aanhechtingspunt achter op het dijbeen voor de aandrijvende staartspieren, is staafvormig en naar beneden gericht. Het langere scheenbeen is aan het onderste uiteinde minder verbreed dan bij de meeste heterosaurodontiden en vergroeid met een gereduceerd kuitbeen. Het deel van het sprongbeen dat over het scheenbeen reikt, bestaat uit een aparte verbening en wordt doorboord door twee grote openingen. Het sprongbeen is met het hielbeen vergroeid tot een katrolachtige structuur, iets wat verder alleen van Heterodontosaurus bekend is.

## Levenswijze
Fruitadens was een kleine tweevoetige planteneter met een lengte van ongeveer zeventig centimeter en een gewicht van zo'n zeshonderd gram. Eerdere schattingen voor het materiaal waren veel hoger, circa vijf kilogram, maar niet gebaseerd op exacte berekeningen. Het jonge dier LACM 120478 was zo'n 55 centimeter lang. De lengte van het dijbeen wordt vaak gebruikt als maat om de omvang van dinosauriërs onderling te vergelijken; de geschatte volwassen lengte was maar 72 millimeter. Dit maakt de soort, overigens de eerste heterosaurodontide uit dat continent, tot de kleinste ornithischiër die in Noord-Amerika is aangetroffen en wellicht het kleinste bekende lid van de Ornithischia überhaupt. De gevonden specimina lijken erop te wijzen dat de soort even snel groeide als kleine theropoden; de grotere exemplaren hadden al gelaagd bot, een teken dat hun groei reeds vertraagde. Uit de groeilijnen is hun leeftijd afgeleid. Vermoedelijk was Fruitadens warmbloedig en voorzien van een vacht van haren of protoveren, zoals ook bekend zijn van zijn verwant Tianyulong.
Hij was gespecialiseerd in een rennende levenswijze als verdediging tegen roofdieren. De slagtanden werden wellicht gebruikt voor dominantiegevechten binnen de soort. De beschrijvers hebben gespeculeerd dat de soort misschien een omnivoor was, gezien de geringe slijtage van de tanden en het voorkomen van de slagtanden. Dit zou een aanwijzing zijn dat ook de voorouder van alle dinosauriërs een omnivoor was.

## Fylogenie
Fruitadens is door de beschrijvers in de Heterodontosauridae geplaatst. Een nieuwe kladistische analyse door de beschrijvers toonde opnieuw aan dat die groep de oudste, ofwel meest basale, aftakking binnen de Ornithischia vormt. Dat deze tak het zo lang uithield, wordt door de beschrijvers verklaard uit de weinig gespecialiseerde bouw; als generalisten zouden deze vormen zich aan allerlei veranderende omstandigheden hebben kunnen aanpassen. De latere soorten waren daarbij minder aan het eten van planten aangepast dan eerdere heterosaurodontiden.
Fruitadens zou speciaal verwant zijn aan Heterodontosaurus, terwijl Echinodon iets basaler was; Lesothosaurus, Stormbergia, Agilisaurus en Hexinlusaurus zouden geen heterosaurodontiden zijn maar basale Neornithischia, dus vormen die nauwer aan de Cerapoda verwant zijn, als die laatste term in beperkte zijn gebruikt wordt voor de combinatie van de Ceratopia en de Euornithopoda. Ook Eocursor zou zich hoger op de stamboom bevinden maar wel basaler dan de Genasauria. Pisanosaurus zou de meest basale van alle Ornithischia zijn.